# Menschliches, Allzumenschliches
Menschliches, Allzumenschliches ist eine philosophische Schrift von Friedrich Nietzsche, die 1878 erschienen ist. Die erste Auflage erschien am 100. Todestag von Voltaire und ist diesem gewidmet. In der zweiten Auflage von 1886 erweiterte der Autor das Buch um einen zweiten Teil, der eine Vorrede und die Teile Vermischte Meinungen und Sprüche von 1879 und die bereits 1880 veröffentlichte Sammlung Der Wanderer und sein Schatten enthielt. Das Buch führt den Untertitel Ein Buch für freie Geister und ist eine Aphorismensammlung, die um thematische Schwerpunkte (Hauptstücke) gruppiert sind. Das Buch enthält auch einige Gedichte.

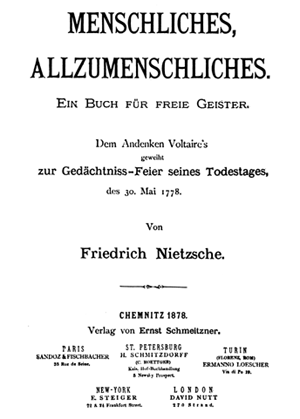
Titelseite der Erstausgabe

## Gliederung
Das Buch besteht aus zwei Bänden. Der zweite Band wurde erst in der zweiten Auflage im Jahr 1886 hinzugefügt. Der erste Band wurde um eine Vorrede aus dem Jahre 1886 erweitert.

### Erster Band

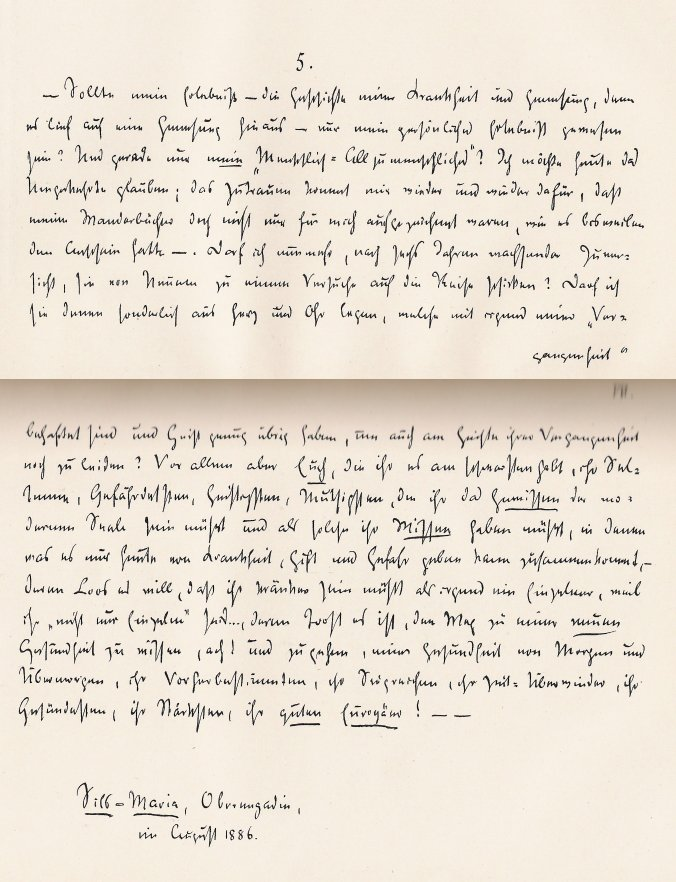
Faksimile eines Manuskriptes von Friedrich Nietzsche (Schluss der Vorrede zur zweiten Auflage von Menschliches Allzumenschliches, zweiter Band)

Der erste Band besteht aus einer Vorrede und 9 Hauptstücken.
- 1. Hauptstück: Von den ersten und den letzten Dingen
- 2. Hauptstück: Zur Geschichte der moralischen Empfindungen
- 3. Hauptstück: Das religiöse Leben
- 4. Hauptstück: Aus der Seele der Künstler und Schriftsteller
- 5. Hauptstück: Anzeichen höherer und niederer Kultur
- 6. Hauptstück: Der Mensch im Verkehr
- 7. Hauptstück: Weib und Kind
- 8. Hauptstück: Ein Blick auf den Staat
- 9. Hauptstück: Der Mensch mit sich allein

### Zweiter Band
- Vorrede
- Vermischte Meinungen und Sprüche
- Der Wanderer und sein Schatten

## Inhalt

### Von den ersten und den letzten Dingen
Nietzsche übt Kritik an der Philosophie, insbesondere der Metaphysik, die von den ersten und letzten Dingen handle. Der Ursprung der Metaphysik liege im Traum, der in ursprünglichen Gesellschaften als real angesehen werde. Daraus resultiere der Glaube an eine Seele, die vom Leib verschieden sei. Dabei sei der Traum doch nichts weiter als die Umdeutung von Körperfunktionen in Form von Bildern während des Schlafes.
Eine metaphysische Welt hält Nietzsche für möglich, aber für völlig uninteressant, da man von ihr nur ihr Anderssein konstatieren könnte. In der Zukunft werden metaphysische Erklärungen durch wissenschaftliche abgelöst werden, sobald diese die wahre Natur von Religion, Kunst und Moral erklärt haben. Nietzsche übt auch Kritik an dem Glauben an die Sprache. Man glaube, dass sich in ihr das Wesen der Dinge ausdrücke. Das sei aber ein Irrtum. Auch die vermeintliche Tiefe metaphysischer Gedanken sei nur das starke Gefühl, das sich bei solchen komplizierten Gedankengruppen einstelle, verbürge aber nichts für die Wahrheit des so Gedachten.
Der Glaube an die Metaphysik lasse sich aus der Entwicklungsgeschichte des menschlichen Organismus erklären und war für diese Entwicklung auch notwendig. In der wissenschaftlichen Phase brauche die Menschheit ihn aber nicht mehr.

### Zur Geschichte der moralischen Empfindungen
In diesem Kapitel versucht Nietzsche darzulegen, dass die moralischen Empfindungen und insbesondere der Glauben an das Gute und das Böse aufgrund eines Irrtums entstanden sind und sich in mehreren Phasen vollzogen hat. Nietzsche stellt es so dar: 

„Die Geschichte der Empfindungen, vermöge deren wir jemanden verantwortlich machen, […] verläuft in folgenden Hauptphasen. Zuerst nennt man einzelne Handlungen gut oder böse ohne alle Rücksicht auf deren Motive, sondern allein der nützlichen oder schädlichen Folgen wegen. Bald aber vergisst man die Herkunft dieser Bezeichnungen und wähnt, dass den Handlungen an sich, ohne Rücksicht auf deren Folgen, die Eigenschaft ‚gut‘ oder ‚böse‘ innewohne: mit demselben Irrtume, nach welchem die Sprache den Stein selber als hart, den Baum selber als grün bezeichnet — also dadurch, dass man, was Wirkung ist, als Ursache fasst. Sodann legt man das Gut- oder Böse-sein in die Motive hinein und betrachtet die Taten an sich als moralisch zweideutig. Man geht weiter und gibt das Prädikat gut oder böse nicht mehr dem einzelnen Motive, sondern dem ganzen Wesen eines Menschen, aus dem das Motiv, wie die Pflanze aus dem Erdreich, herauswächst. So macht man der Reihe nach den Menschen für seine Wirkungen, dann für seine Handlungen, dann für seine Motive und endlich für sein Wesen verantwortlich. Nun entdeckt man schliesslich, dass auch dieses Wesen nicht verantwortlich sein kann, insofern es ganz und gar notwendige Folge ist und aus den Elementen und Einflüssen vergangener und gegenwärtiger Dinge konkresziert: also dass der Mensch für Nichts verantwortlich zu machen ist, weder für sein Wesen, noch seine Motive, noch seine Handlungen, noch seine Wirkungen. Damit ist man zur Erkenntnis gelangt, dass die Geschichte der moralischen Empfindungen die Geschichte eines Irrtums, des Irrtums von der Verantwortlichkeit ist: als welcher auf dem Irrtum von der Freiheit des Willens ruht.“

Tut ein Mensch etwas, unter dessen Folgen wir leiden, so verleite uns der Glauben an die Willensfreiheit ihn als unmoralisch zu bezeichnen. Aber ebenso, wie man dem schlechten Wetter keine Unmoralität vorwerfen könne, weil es eben naturnotwendig sei, so könne man dem Menschen keine Unmoral vorwerfen, denn er handle aus eben der gleichen Notwendigkeit, die auch das Naturgeschehen leite.

### Das religiöse Leben
In diesem Abschnitt führt Nietzsche aus, dass noch nie eine Religion, weder mittelbar, noch unmittelbar, weder als Dogma, noch als Gleichnis, eine Wahrheit enthalten habe. Folglich beruhen alle Erscheinungen des religiösen Lebens auf Irrtümern und lassen sich nur psychologisch erklären. So sei „eine bestimmte falsche Psychologie, eine gewisse Art von Phantastik in der Ausdeutung der Motive und Erlebnisse […] die notwendige Voraussetzung davon, dass Einer zum Christen werde und das Bedürfnis der Erlösung empfinde. Mit der Einsicht in diese Verirrung der Vernunft und Phantasie hört man auf, Christ zu sein.“ So mache sich der Asket das Leben leicht, indem er seinen Willen vollständig einem fremden Willen unterordne. Der Asket führe ständig Krieg gegen seine Sinnlichkeit, die er verketzere. Dieses Schauspiel eines im Kern unsinnigen Kampfes mache den „welthistorischen“ Wert des Asketen und Heiligen aus. „Der Glaube an ihn unterstützte den Glauben an Göttliches und Wunderhaftes, an einen religiösen Sinn alles Daseins, an einen bevorstehenden letzten Tag des Gerichtes.“ „[…] wie es zum Beispiel mit dem berühmten Stifter des Christentums der Fall ist, der sich für den eingebornen Sohn Gottes hielt und deshalb sich sündlos fühlte; so daß er durch eine Einbildung […] dasselbe Ziel erreichte, das Gefühl völliger Sündlosigkeit, völliger Unverantwortlichkeit, welches jetzt durch die Wissenschaft jedermann sich erwerben kann.“

### Aus der Seele der Künstler und Schriftsteller
Dieses Hauptstück ist der Kritik der Kunst beziehungsweise des Künstlers gewidmet. So betrüge der Künstler sein Publikum um die Frage der Entstehung des Kunstwerkes: Obwohl das vollkommene Kunstwerk aufgrund harter Arbeit entstehe, solle es doch anders erscheinen. „Der Künstler weiss, dass sein Werk nur voll wirkt, wenn es den Glauben an eine Improvisation, an eine wundergleiche Plötzlichkeit der Entstehung erregt […]“ „Alle Grossen waren grosse Arbeiter, unermüdlich nicht nur im Erfinden, sondern auch im Verwerfen, Sichten, Umgestalten, Ordnen“. Außerdem nehme er es mit der Wahrheit nicht so genau, er habe im Hinblick auf das Erkennen der Wahrheiten eine „schwächere Moralität“ und führe viele Elemente in sein Schaffen ein, die sich wissenschaftlich nicht belegen ließen. Immer wieder greife die Kunst auf Elemente zurück, die die Menschheit bereits überwunden habe, und werde so zur „Todtenbeschwörerin“. Damit halte sie „die Menschen ab, an einer wirklichen Verbesserung ihrer Zustände zu arbeiten“. Ein Beispiel für diese rückwärts gewandte Denkweise sei die Übernahme der „durch die Religion erzeugten Gefühle und Stimmungen“ in ihren Bestand. Auch den „Freigeist“, der eigentlich über die Phase der Religion und Metaphysik hinaus sei, kann ein Kunstwerk wie Beethovens neunte Symphonie wieder in einen Zustand regressiver Sehnsucht versetzen. Ein weiterer Irrtum, den die Kunst hervorbringe, liege darin, dass man in ihr die „Charaktere“ der Menschen besser erkennen könne. Doch die Kunst verstehe nichts vom wirklichen Menschen und bleibe an der Oberfläche, während der Philosoph tiefer blicke. „Wir alle meinen, es sei die Güte eines Kunstwerks, eines Künstlers bewiesen, wenn er uns ergreift, erschüttert. Aber da müßte doch erst unsere eigene Güte in Urteil und Empfindung bewiesen sein: was nicht der Fall ist.“

### Anzeichen niederer und höherer Kultur
In diesem Hauptstück versucht Nietzsche seine Vorstellung von einem Entwicklungsweg der Menschheit und des Einzelnen in Bezug auf die „Kultur“ zu etablieren. Er nimmt dabei Ideen von Darwins Evolutionstheorie auf, entwickelt sie aber weiter, indem er auch die Rolle der Ausnahmen und des „Entarteten“ für die Gattungsgeschichte würdigt. „Insofern scheint mir der berühmte Kampf ums Dasein nicht der einzige Gesichtspunkt zu sein, aus dem das Fortschreiten oder Stärkerwerden eines Menschen, einer Rasse erklärt werden kann. Vielmehr muss zweierlei zusammen kommen: einmal die Mehrung der stabilen Kraft durch Bindung der Geister in Glauben und Gemeingefühl; sodann die Möglichkeit, zu höheren Zielen zu gelangen, dadurch dass entartende Naturen und, in Folge derselben, teilweise Schwächungen und Verwundungen der stabilen Kraft vorkommen“.

### Der Mensch im Verkehr
Dieses Hauptstück umfasst 85 Aphorismen über psychologische Aspekte des Umgangs von Menschen miteinander. Viele der Beobachtungen drehen sich um Probleme des Ranges innerhalb der Gesellschaft oder im Miteinander, die oft zu paradoxen Situationen führen. So erzeuge zum Beispiel ein Geschenk nicht immer Dankbarkeit des Empfängers, sondern provoziere oft dessen Ärger, weil er in der Schuld des Schenkenden stehe.

Wie bei vielen anderen Themen führt Nietzsche auch die psychologischen Eigenheiten des Menschen im Verkehr auf seine Stammesgeschichte zurück: 

„Urzustände in der Rede nachklingend. — In der Art, wie jetzt die Männer im Verkehre Behauptungen aufstellen, erkennt man oft einen Nachklang der Zeiten, wo dieselben sich besser auf Waffen, als auf irgend etwas verstanden: sie handhaben ihre Behauptungen bald wie zielende Schützen ihr Gewehr, bald glaubt man das Sausen und Klirren der Klingen zu hören; und bei einigen Männern poltert eine Behauptung herab wie ein derber Knüttel. — Frauen dagegen sprechen so, wie Wesen, welche Jahrtausende lang am Webstuhl sassen oder die Nadel führten oder mit Kindern kindisch waren.“

### Weib und Kind
Das siebte Hauptstück umfasst 61 Aphorismen (Nr. 377–437) mit folgenden Themen:
- Kinder (in der Beziehung zu ihren Eltern) (379, 380, 381, 382, 385, 386, 387, 395, 422, 423)
- Die Liebe der Frauen zu den Männern (384, 388, 390, 392, 396, 397, 400, 401, 407, 408, 410, 411, 413, 415)
- Die Ehe (378, 389, 393, 394, 399, 402, 406, 418, 420, 421 424, 426, 427, 428, 430, 434, 435)

„Eine gute Gattin, welche Freundin, Gehilfin, Gebärerin, Mutter, Familienhaupt, Verwalterin sein soll, ja vielleicht abgesondert von dem Manne ihrem eigenen Geschäft und Amte vorzustehen hat, kann nicht zugleich Konkubine sein: es hiesse im Allgemeinen zu viel von ihr verlangen“

- Der besonderen Charakter von Frauen im Gegensatz zu dem von Männern (377, 383, 391, 398, 403, 404, 405, 409, 411, 412, 414, 416, 417, 419, 425, 431)
- Der (schädliche) Einfluss der Frauen / der Ehe auf den Freigeist (425, 429, 432, 433, 436, 437)

„Es ist zum Lachen, wenn eine Gesellschaft von Habenichtsen die Abschaffung des Erbrechts dekretiert, und nicht minder zum Lachen ist es, wenn Kinderlose an der praktischen Gesetzgebung eines Landes arbeiten: — sie haben ja nicht genug Schwergewicht in ihrem Schiffe, um sicher in den Ozean der Zukunft hineinsegeln zu können. Aber ebenso ungereimt erscheint es, wenn der, welcher die allgemeinste Erkenntnis und die Abschätzung des gesamten Daseins zu seiner Aufgabe erkoren hat, sich mit persönlichen Rücksichten auf eine Familie, auf Ernährung, Sicherung, Achtung von Weib und Kind, belastet und vor sein Teleskop jenen trüben Schleier aufspannt, durch welchen kaum einige Strahlen der fernen Gestirnwelt hindurchzudringen vermögen. So komme auch ich zu dem Satze, dass in den Angelegenheiten der höchsten philosophischen Art alle Verheirateten verdächtig sind.“

## Historischer und kritischer Kommentar
Umfassend erschlossen, argumentativ rekonstruiert und in seinen Quellen aufgeschlüsselt wird Menschliches, Allzumenschliches in:
- Andreas Urs Sommer: Kommentar zu Nietzsches Menschliches, Allzumenschliches I (= Heidelberger Akademie der Wissenschaften (Hrsg.): Historischer und kritischer Kommentar zu Friedrich Nietzsches Werken, 2 Teilbände: Band 2/1.1 und Band 2/1.2). Berlin, Boston, Walter de Gruyter 2025, ISBN 978-3-11-029281-7. Ebook: ISBN 978-3-11-029295-4, digital unter .